# Casper Natt
Casper Natt (franska: Gaspard de la nuit) är en diktsamling från 1842 av den franske författaren Aloysius Bertrand. Den har undertiteln fantasier i Rembrandts och Callots manér (fantaisies à la manière de Rembrandt et de Callot). Den består av 52 korta prosadikter indelade i sex avdelningar, samt 13 överblivna dikter. Motiven är från medeltidens Europa och innehåller många övernaturliga inslag. Boken gavs ut postumt av författarens vän David d'Angers.
Boken inspirerade bland andra Charles Baudelaire och Stéphane Mallarmé till att skriva prosadikter och var en viktig referenspunkt för det sena 1800-talets dekadenslitteratur. Maurice Ravel tonsatte tre av dikterna 1908 i en pianosvit med samma titel. Diktsamlingen gavs ut på svenska 1976 i översättning av Ebbe Linde. Den svenska utgåvan sålde mycket dåligt.